# Chiến dịch Đông Dương (1940)
Chiến dịch Đông Dương thuộc Pháp năm 1940 hay Chiến dịch Đông Dương lần thứ nhất là quá trình Đế quốc Nhật Bản tấn công vào Đông Dương thuộc Pháp năm 1940.

## Mục đích
Một trong những mục đích của Nhật Bản là cắt đứt một trong những tuyến viện trợ chính của Hoa Kỳ cho Trung Quốc trong chiến tranh Trung-Nhật (1937 - 1945) qua đường cảng Hải Phòng và tuyến đường sắt Hải Phòng - Vân Nam.

## Bối cảnh
Ngày 22.6.1940, Pháp ký thỏa thuận ngừng bắn với Đức Quốc Xã, Chính phủ Vichy được thành lập, thừa kế hầu hết các vùng lãnh thổ hải ngoại của Pháp, bao gồm cả Đông Dương.
Trung Quốc lúc đó đang trong cuộc chiến tranh Trung - Nhật (1937 - 1945), bị bao vây và Đông Dương là một trong những cửa ngõ duy nhất còn lại để nhận viện trợ từ bên ngoài (Hoa Kỳ) là qua tuyến đường sắt Hải Phòng - Vân Nam. Dù bị Nhật liên tiếp oanh tạc nhưng tuyến đường sắt vẫn hoạt động. Nhật Bản muốn ép chính phủ Vichy đóng cửa tuyến đường sắt này.

## Diễn biến

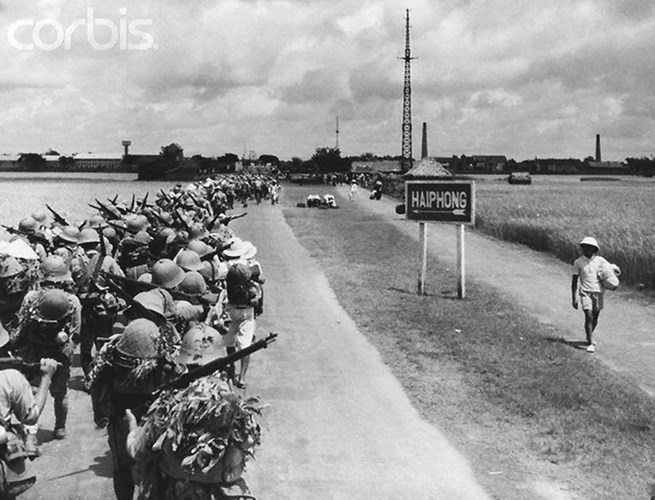
Quân Nhật tiến vào Hải Phòng ngày 24/11/1940

Ngày 5 tháng 9 năm 1940, Nhật Bản thành lập Đông Dương phái khiển quân để đồn trú tại Đông Dương. Lực lượng này sẽ nhận được sự hỗ trợ bằng máy bay và tàu chiến của Nhật từ căn cứ ở đảo Hải Nam. Tướng Nhật Takuma Nishimura được giao quyền chỉ huy quân đoàn Hoa Nam, tiến hành đàm phán với đô đốc Pháp Decoux, toàn quyền Đông Dương, để thỏa thuận triển khai quân Nhật trên lãnh thổ Đông Dương thuộc Pháp. Cuộc đàm phán tiến triển quá chậm chạp nên giới tướng lãnh Nhật chỉ huy quân đoàn Hoa Nam quyết định gây hấn để phá hoại quá trình đàm phán. Để tránh giao tranh, ngày 21 tháng 9 năm 1940, phía Pháp đồng ý nhượng bộ, cho phép Nhật đóng 6 ngàn quân ở Bắc kỳ, được quyền sử dụng 4 sân bay, đồng thời được quyền chuyển 25 ngàn quân qua Bắc kỳ vào Vân Nam, quyền sử dụng cảng Hải Phòng để vận chuyển một sư đoàn thuộc quân đoàn 21.
Bất chấp việc đàm phán đã ngã ngũ, lực lượng quân sự Nhật vẫn tiến hành khởi sự. 9 giờ tối ngày 22 tháng 9, sư đoàn 5 tinh nhuệ trực thuộc quân đoàn 21 Nhật tràn qua biên giới từ Long Châu vào Việt Nam qua ngả Đồng Đăng và giao tranh quyết liệt với quân Pháp tại đây. Giao tranh lan ra các đồn binh Pháp dọc biên giới. Xe bọc thép Nhật uy hiếp Lạng Sơn, buộc quân Pháp tại đây giương cờ đầu hàng. Tới lúc này các đơn vị quân thuộc địa bắt đầu hoảng loạn rút chạy, hàng trăm lính tập rã ngũ, vứt bỏ vũ khí lại trên đường chạy về Hà Nội. Cùng thời gian, máy bay thuộc hải quân Nhật cất cánh từ tàu sân bay trên vịnh Bắc Bộ bắn phá các mục tiêu Pháp trên bộ ngày 24 tháng 9. Hải quân Nhật tiến hành đổ bộ 4,500 lính bộ binh và hơn một chục xe tăng ở phía nam cảng Hải Phòng, tiến hành tước khí giới quân Pháp tại Đồ Sơn. Tới tối ngày 26, quân Nhật đã chiếm sân bay Gia Lâm, trạm xe lửa từ biên giới Vân Nam vào Lào Cai và Phủ Lạng Thương trên tuyến đường sắt từ Hà Nội-Lạng Sơn. 900 quân Nhật chiếm cảng Hải Phòng, 600 quân khác đóng tại Hà Nội trước sự bất lực của Pháp.